# Explosão de Halifax

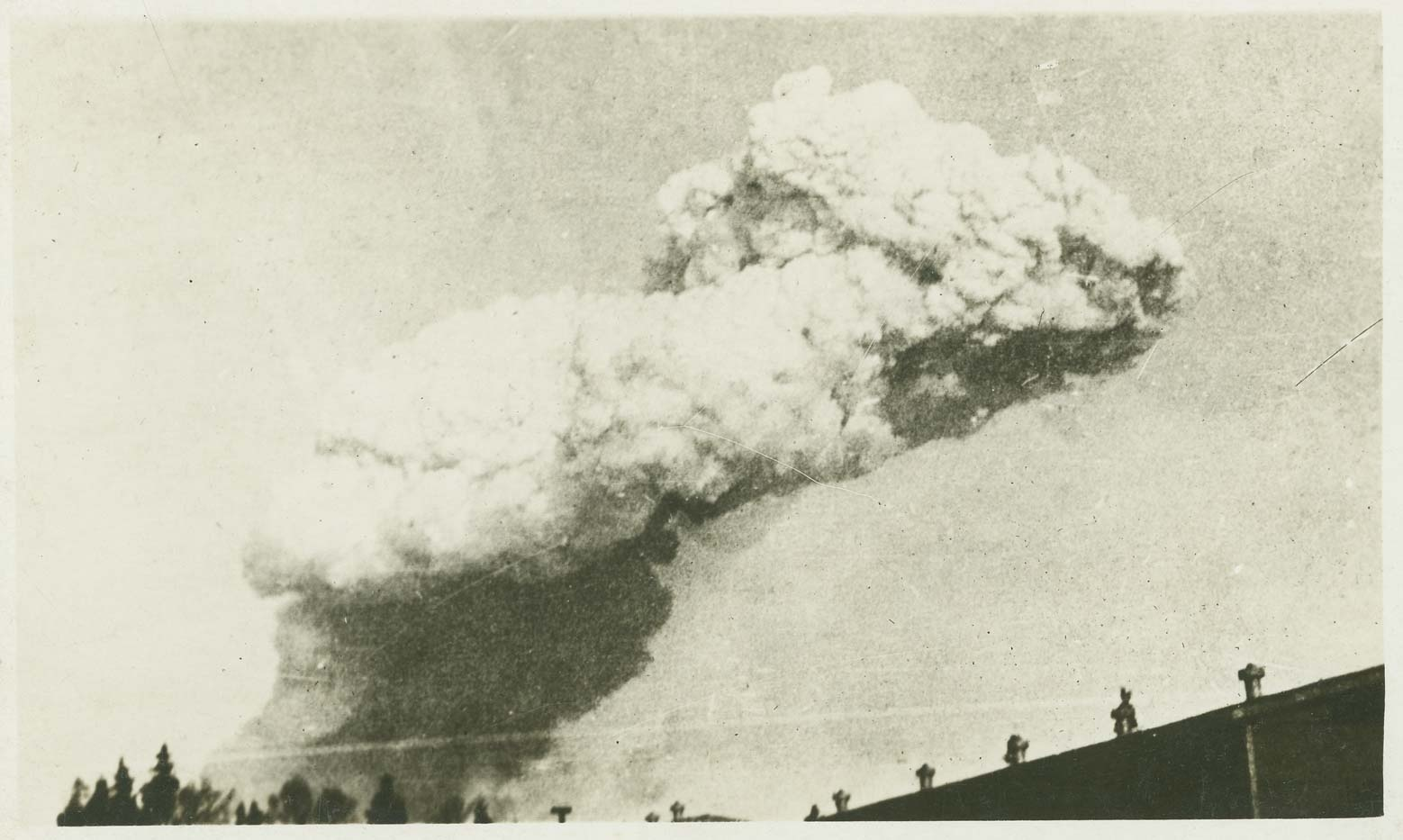
A explosão em Halifax, em 1917.

A Explosão de Halifax foi um desastre canadense ocorrido às 09h04 do dia 6 de Dezembro de 1917 na capital Halifax da província Nova Escócia, Canadá. O SS Mont-Blanc, um navio de carga francês carregado com altos explosivos, colidiu com o navio norueguês SS Imo em Narrows, um estreito que liga o porto de Halifax superior à Bacia de Bedford. Um incêndio a bordo do Mont-Blanc levou a uma grande explosão que devastou o distrito de Halifax em Richmond. Aproximadamente 2 000 pessoas foram mortas pela explosão, destroços, incêndios ou edifícios desabados, e cerca de 9 000 outras ficaram feridas. A explosão foi a maior explosão feita pelo homem na época, liberando a energia equivalente a cerca de 2,9 quilotons de TNT (12  TJ).

## Causas e consequências
O acidente ocorreu no porto de Halifax, devido à colisão do navio francês Mont-Blanc, carregado de explosivos, com o navio belga SS Imo de tripulação norueguesa. Cerca de duas mil pessoas morreram e milhares de outras ficaram feridas, bem como uma boa parte da cidade foi destruída já que a explosão ocasionou um tsunami que arrancou árvores, demoliu edifícios e abalou tantas outras estruturas. A catástrofe é considerada uma das piores já ocorridas antes da utilização da bomba atômica.

## Eventos

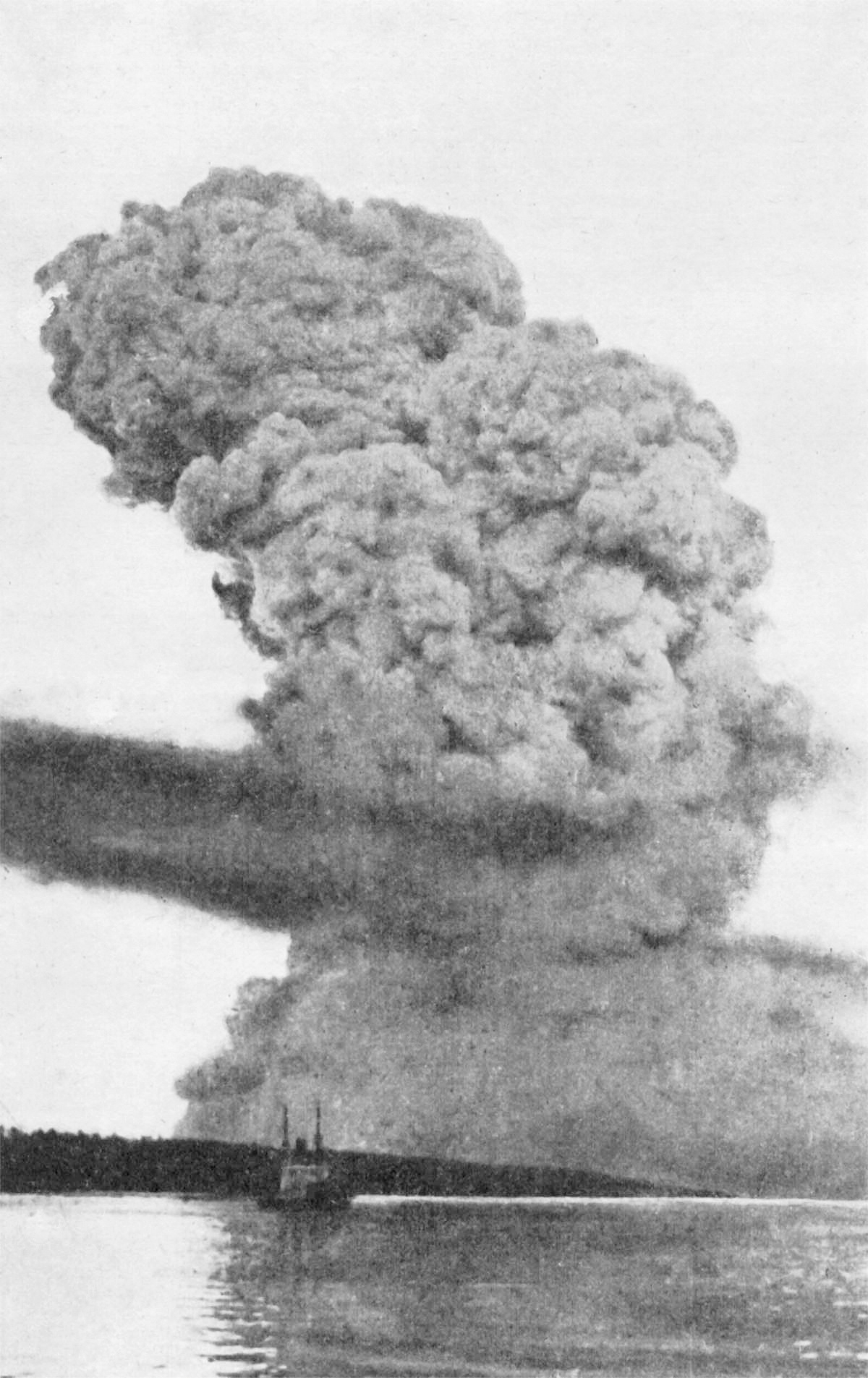
A nuvem de fogo resultante da explosão.

O navio francês Mont-Blanc sob o comando do capitão Aimé Le Médec carregado de explosivos partiu no dia 1 de Dezembro de Nova York com destino a Halifax para então seguir para a França, onde levaria os explosivos para a Primeira Guerra Mundial, que estava em curso na Europa. No dia 5 de dezembro o navio chegou ao local e estava aguardando para entrar no porto. Contudo, já era tarde pois o porto contava com dois anti-submarinos que impediam a entrada e a saída de navios, como prevenção aos ataques das potências centrais. Isso impossibilitou a entrada do Mont-Blanc. No mesmo instante, o navio Imo, sob comando do capitão Hakron From, estava prestes a partir para Nova York. Mas um atraso devido a um problema no fornecimento de carvão para o navio tardou a partida.

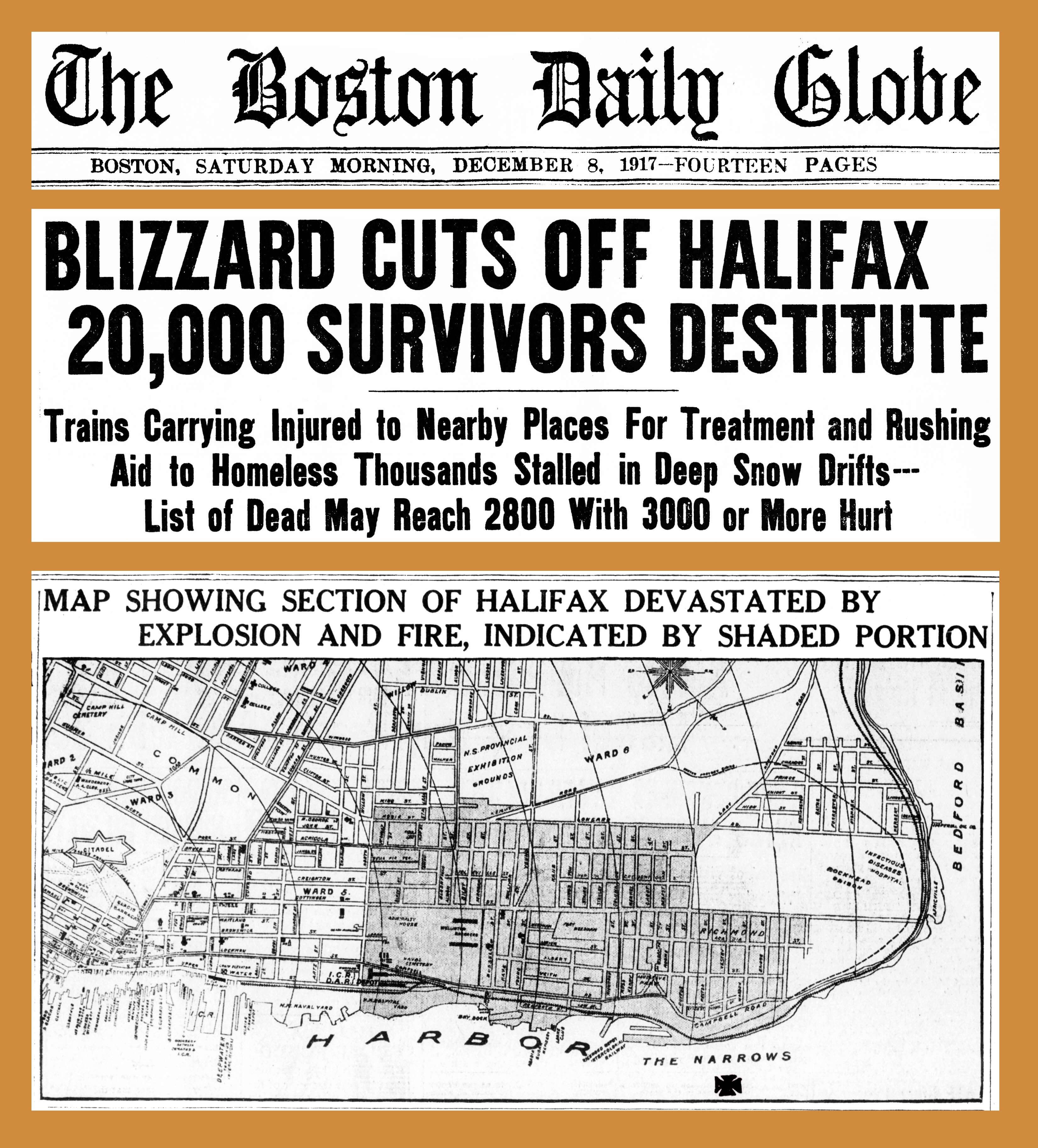
A explosão devastou uma grande parte de Halifax (mostrado) e parte de Dartmouth (na parte inferior do mapa). O mau tempo prejudicou os esforços de resgate.

### Colisão
Na manhã do dia 6, o Imo tentou partir por um canal situado à direita, mas o navio comercial Stella Maris estava bloqueando sua passagem. Como resultado, o capitão Hakron tentou a outra passagem pelo canal à esquerda, no mesmo tempo em que o Mont-Blanc estava entrando pelo canal. Os dois navios recusaram-se recuar e eventualmente Médec ordenou que seu navio seguisse adiante. O capitão Hakron mandou parar o Imo, mas a ação de ré do motor do navio o levou até o centro do canal onde houve a colisão. O Imo tentou uma tração para trás, gerando faíscas que rapidamente levaram à combustão do vapor de benzeno, armazenado abaixo do convés do navio francês. 

### Explosão

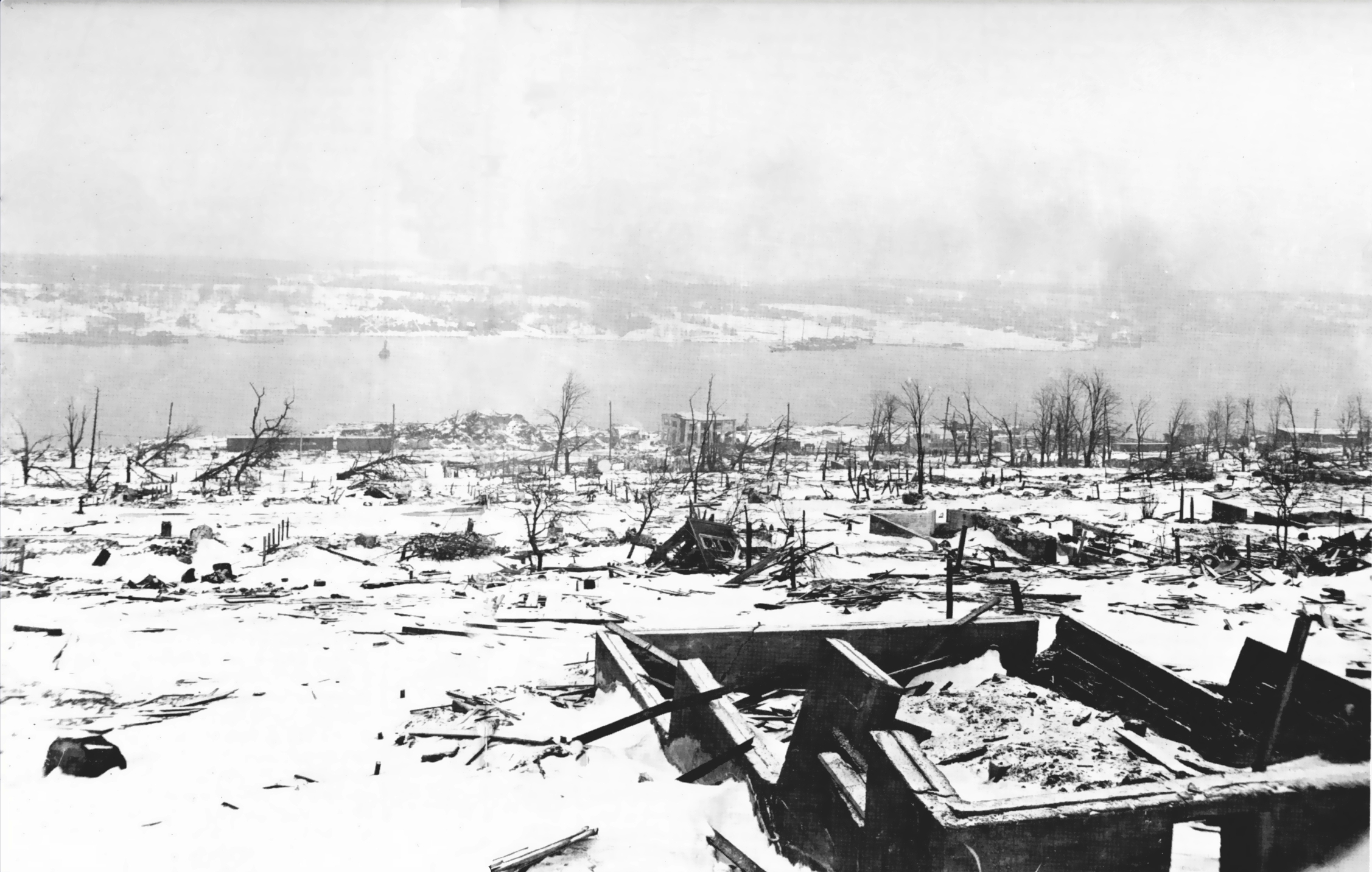
A devastação na cidade. Fotografia tirada não muito tempo após o incidente.

Ao perceber que o fogo ficara fora de controle, Médec ordenou a evacuação do navio, que rapidamente foi executada em dois barcos a remo. Outros navios vieram em socorro do Mont-Blanc que estava em chamas, mas a explosão era inevitável, então às 9h4min35, o navio explodiu formando uma bola de fogo que atingiu cerca de 1,6 km no ar, semelhante (embora em menor escala) ao "cogumelo" formado pela bomba atômica em Hiroshima. Além disso, a explosão ocasionou uma tsunami que destruiu boa parte de Halifax.
O Mont-Blanc levava uma carga secreta com:
- 233 188 kg de benzeno
- 56 301 kg de trinitrocelulose
- 1 602 519 kg de ácido pícrico em sua forma líquida
- 544 311 kg de ácido pícrico em sua forma seca
- 226 797 kg de Trinitrotolueno (TNT)

## Efeitos Devastadores

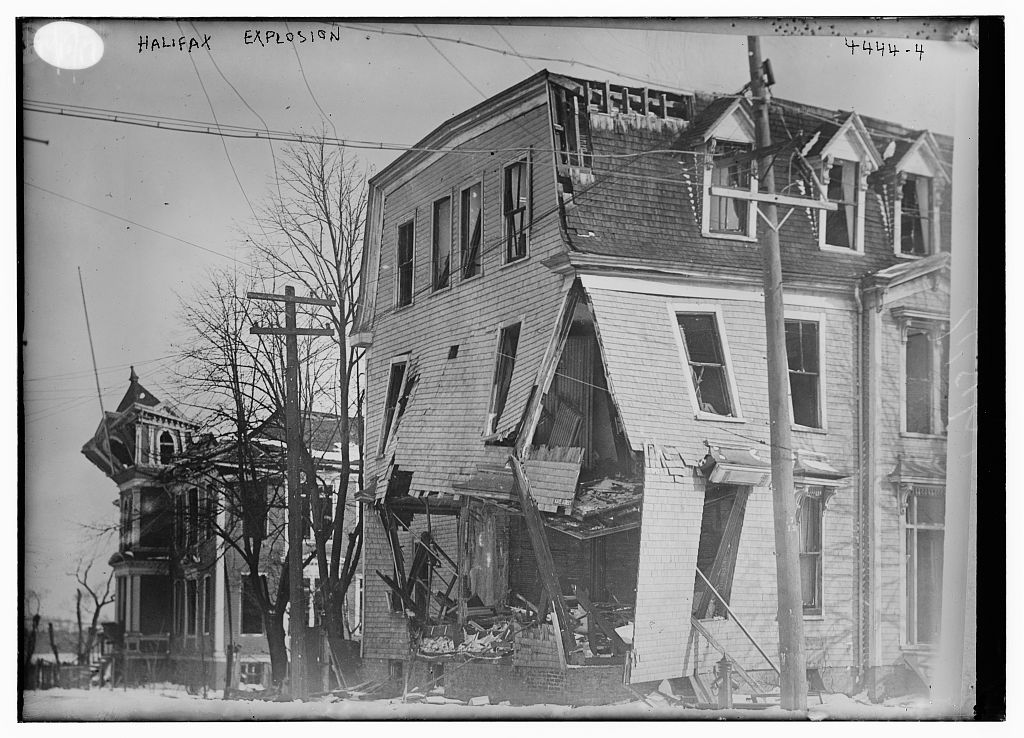
Casa após a explosão.

A tragédia resultou na morte de 2 000 pessoas, sendo que aproximadamente metade morreu instantaneamente. Outras 9 mil pessoas foram feridas (a maioria gravemente) e o prejuízo foi calculado em US$ 30 milhões — valor que no ano de 2005 corresponderia a aproximadamente US$ 500 milhões. Cerca de 1,3 km² da cidade foi completamente destruído e como consequência 1 500 pessoas ficaram sem suas casas. A explosão foi ouvida em Charlottetown, localizada 175 km ao norte.